# 克丽斯廷·斯卡斯利恩
克丽斯廷·斯卡斯利恩（挪威語：Kristin Skaslien，1986年1月18日—），挪威女子冰壶运动员。她曾代表挪威参加2018年和2022年冬季奥林匹克运动会冰壶比赛，获得一枚银牌和一枚铜牌。